# Chronica regia Coloniensis

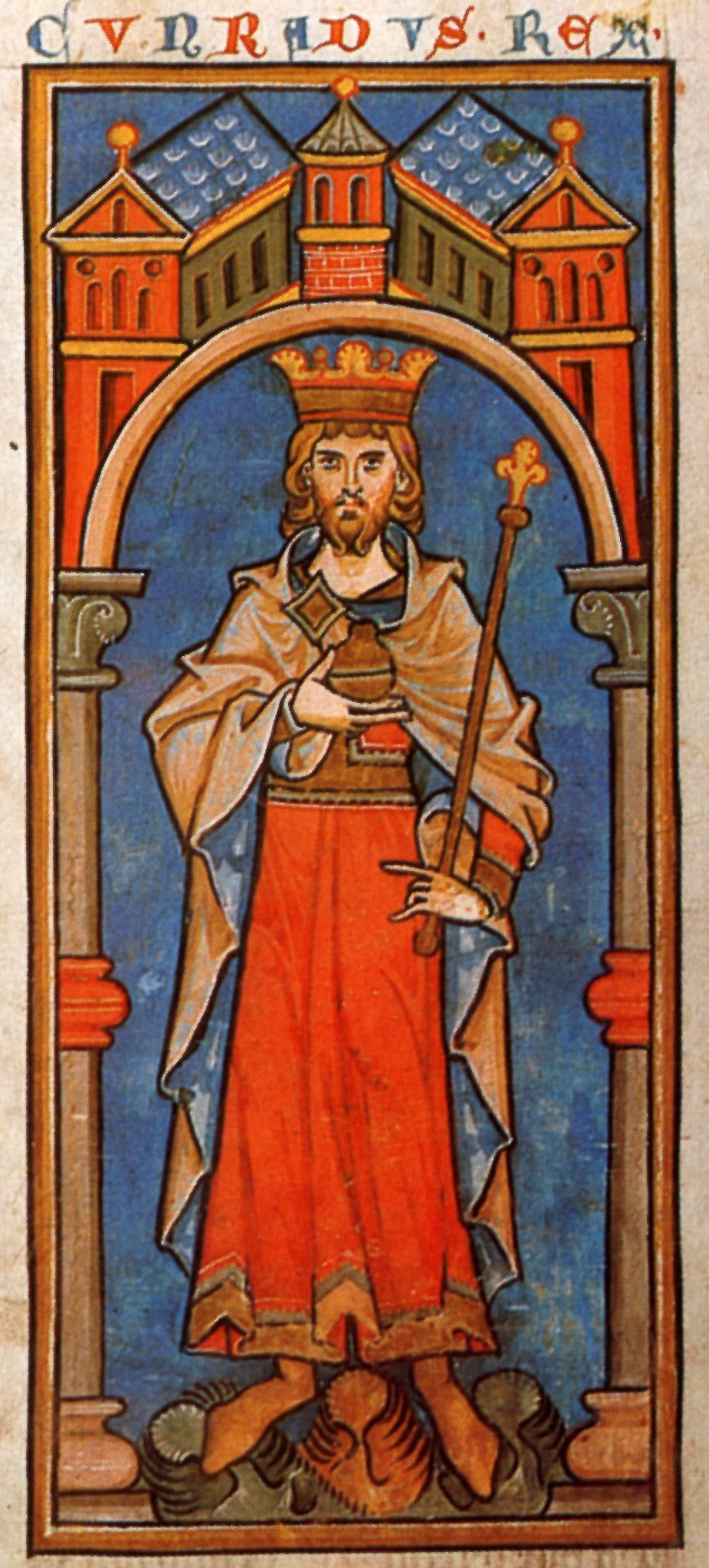
Re Corrado III di Svevia. Miniatura dalla Chronica regia Coloniensis, Bruxelles, Biblioteca reale del Belgio, Ms. 467, fol. 64v.

La Chronica regia Coloniensis (in lingua tedesca: Kölner Königschronik)  è una cronaca scritta nei secoli XII e XIII.
Essa fu concepita come storia del Sacro Romano Impero, ma contiene anche numerose informazioni di rilevanza storica regionale, particolarmente nella zona del principato di Colonia.
Il testo venne edito, dalla traduzione di parecchi manoscritti tramandati, nel 1861 da Karl Pertz (1828–1881) nella Monumenta Germaniae Historica (MGH, SS rer Germ, 18).
Karl Platner la tradusse, dal testo originale, in tedesco. Wilhelm Wattenbach ne fece una seconda edizione, rielaborata ed ampliata, nel 1896.
Si è creduto a lungo, come ad esempio si può leggere nel Verfasserlexikon e nel Lexikon des Mittelalters, che il redattore della versione originale fosse stato un canonico del duomo di Colonia. Manfred Groten localizzò l'origine della Cronaca nel suo saggio del 1997, nell'Abbazia di Siegburg, al quale tuttavia ribatté Carl August Lückerath.